# Günther Uecker
Günther Uecker (Kuhlen-Wendorf, 13 marzo 1930 – Düsseldorf, 10 giugno 2015) è stato un artista, pittore e scultore tedesco.

## Biografia
È cresciuto in una fattoria. Alla fine della Seconda guerra mondiale, dovette inchiodare porte e finestre per proteggere sua madre e sua sorella. I soldati russi lo costrinsero, all'età di 15 anni, a recuperare i corpi che erano stati trasportati sulla riva del Mar Baltico.
Uecker ha iniziato la sua formazione artistica nel 1949, quando ha intrapreso gli studi a Wismar nel 1952. Ha poi frequentato la scuola d'arte di Berlino-Weißensee, dove si è formato nel campo del realismo sociale, lavorando anche a una statua di Lenin alta 20 metri. Dopo la rivolta della Germania orientale del 1953, fugge in Occidente. Si stabilisce a Düsseldorf dove studia sotto la guida di Otto Pankok alla Kunstakademie Düsseldorf. Nel 1956 inizia a integrare i chiodi nella sua arte.

### Carriera artistica
Uecker si è occupato del mezzo della luce, ha studiato i fenomeni ottici, le serie di strutture e i regni di oscillazione che integrano attivamente lo spettatore e gli permettono di influenzare il processo visivo con un'interferenza cinetica o manuale.
Nel 1960 incontrò i membri del gruppo ZERO Heinz Mack e Otto Piene, che propagandavano un nuovo inizio dell'arte in opposizione all'Informale tedesco. Uecker, Mack e Piene iniziarono a lavorare insieme in studi comuni allo Stedelijk Museum di Amsterdam nel 1962 e installarono un Salon de Lumière” al Palais des Beaux-Arts di Parigi. Seguirono altri “saloni della luce” a Krefeld e a Francoforte.
A partire dal 1966, dopo l'ultima mostra comune del gruppo ZERO, Uecker ha iniziato a utilizzare sempre più spesso i chiodi come mezzo di espressione artistica, un materiale rimasto ricorrente nelle sue opere. 
Iniziò a piantare chiodi in mobili, strumenti musicali e oggetti domestici, combinando i chiodi con il tema della luce e creando la serie dei chiodi luminosi e dei chiodi cinetici e altre opere. a-x Zero Garden (1966), nella collezione dell'Honolulu Museum of Art, dimostra l'uso dei chiodi per creare l'illusione del movimento.
La luce e l'elettricità continuarono a essere i soggetti principali e nelle sue installazioni vennero inclusi materiali naturali, come la sabbia e l'acqua, con il risultato di un'interazione tra i diversi elementi per creare una sensazione di luce, spazio, movimento e tempo. L'opera di Uecker ha incluso pittura, oggetti d'arte, installazioni, oltre a scenografie e film. Le sue origini spiegano il suo interesse per le avanguardie dell'Europa orientale degli anni Venti e Trenta, ma era anche interessato alle culture asiatiche e alle loro idee.
Nel 1974 Uecker ha iniziato a insegnare alla Kunstakademie di Düsseldorf ed è stato promosso professore nel 1976.
È diventato professore dell'Accademia, insieme a Joseph Beuys e Klaus Rinke, dove ha insegnato fino al 1995.
La creatività artistica di Uecker ha raggiunto il culmine nel 2000 nella sala di preghiera che ha progettato per il ricostruito edificio del Reichstag a Berlino.
Con Otto Piene, Heinz Mack e Mattijs Visser ha fondato nel 2008 la fondazione internazionale ZERO. La fondazione possiede l'archivio completo di ZERO dei tre artisti di Düsseldorfer, oltre a documenti e foto di altri artisti affini.
Uecker è stato attivo fino ai suoi ultimi anni; Glenn Adamson grazie di Frieze ha riferito che, anche quando Uecker aveva 90 anni, lavorava ancora sette giorni su sette, sei ore al giorno, nello studio di Düsseldorf che possedeva dal 1987. Le vetrate blu della cattedrale di Schwerin sono state una delle sue ultime opere. Nel dicembre 2024, le vetrate sono state inaugurate.

## Riconoscimenti
- Goslarer Kaiserring (1983)
- Pour le Mérite
- Ordine al merito di Germania (2001)